# Muro de John Lennon

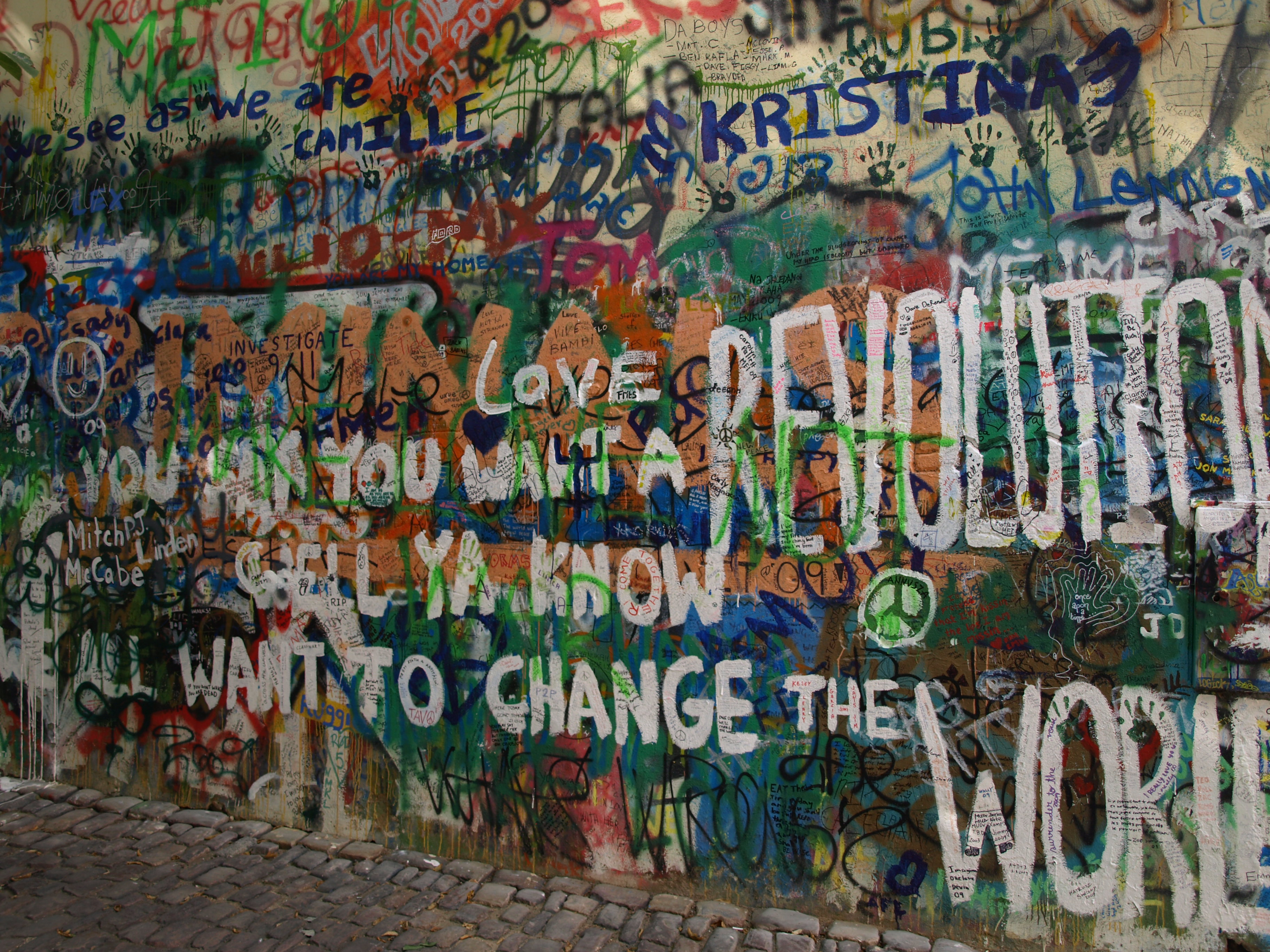
Parte del Muro tal y como podía verse en agosto de 2009.

El Muro de John Lennon, que en su día fue uno más de las que se podían encontrar en cualquiera de los edificios del barrio de Malá Strana en la capital de la República Checa: Praga, pero que desde principio de los años 80 recibe este nombre al ser continuamente decorada con nuevos graffities inspirados en la figura de John Lennon y con pedazos de canciones de los Beatles.
El muro se encuentra situado en la plaza Velkopřevorské náměstí, frente al Palacio Buquoy que alberga la embajada francesa y es propiedad de los caballeros de Orden la Cruz de Malta que permiten que se sigan pintando ininterrumpidamente nuevos graffities en el mismo.
El origen del muro tal y como se le conoce hoy se remonta a la fecha en la que John Lennon es asesinado en 1980. El Beatle era venerado como un héroe por los pacifistas de centro y este de Europa en una época en el que las autoridades comunistas de estos países prohibían incluso la reproducción de las canciones del mismo por su mensaje considerado como subversivo.
Tras la muerte de Lennon, en el muro apareció un retrato del artista junto a pintadas con frases desafiantes hacia las autoridades. La policía comunista procedió al borrado de las mismas pero cada vez que lo intentaban, las pintadas volvían a repetirse apareciendo además pedazos de canciones de los Beatles así como dibujos de flores, mensajes pacifistas y otras expresiones de la juventud de la época. Ni tan siquiera la instalación de cámaras de vigilancia nocturna pudo evitar que las pintadas se repitieran cada vez que eran "limpiadas" por las autoridades.
Hoy el muro se entiende no sólo como un memorial a la figura de Lennon, sino como también un monumento a la libertad de expresión y a la rebelión no violenta que la juventud checa interpuso ante un régimen autoritario.
En 1998 el mal estado de la pared original hizo que tuviera que ser rehabilitada, pero tras dicha rehabilitación las pintadas volvieron a aparecer inmediatamente.

Muro de Lennon (2015)